# Vének
Vének (německy Apfeldörfl, chorvatsky Vinak) je obec v Maďarsku v župě Győr-Moson-Sopron, spadající pod okres Győr. Nachází se blízko nejvýchodnějšího cípu Malého Žitného ostrova, asi 6 km severovýchodně od Győru. V roce 2015 zde žilo 166 obyvatel. Dle údajů z roku 2011 tvořili 95,2 % obyvatelstva Maďaři, 2,4 % Romové, 1,2 % Chorvati a 0,6 % Němci.
Jedinou sousední vesnicí je Kisbajcs. Pod území vesnice spadá i neobydlený ostrůvek Kolera-sziget.